# Фелис, Гийом-Адам де
Гийо́м-Ада́м де Фели́с (фр. Guillaume-Adam de Félice; 12 марта 1803, Оттерберг — 23 октября 1871, Лозанна) — французский и швейцарский протестантский богослов.

## Происхождение
Сын протестантского священника Фортюне-Бернара де Фелиса, внук энциклопедиста, философа и книгоиздателя Фортюне-Бартельми де Фелиса.

## Биография
Родился 12 марта 1803 года в Оттерберге. С 1821 по 1825 годы обучался теологии в академии Страсбурга. Уже во время обучения начал сотрудничать с газетами и журналами, публикуя в них статьи на темы истории и философии. В дальнейшем на протяжении всей жизни активно сотрудничал со многими периодическими изданиями разных стран — в частности, Le Semeur, где он был одним из главных сотрудников, наряду с Александром Вине, а также Espérance, New York Observer и Evangelical Christendom. В 1822 году была опубликована первая книга Фелиса — перевод с немецкого сочинения Карла Готлиба Бретшнайдера «Кальвин и женевская церковь» (фр. Calvin et l'église de Genève). В 1824 году на открытом конкурсе в Париже получил премию за сочинение «Дух и цель библейского общества» (L’esprit et le but de l’Institution biblique). С 1828 года пастор в Больбеке. С 1838 года профессор на Монтобанском факультете протестантской теологии. Проработал на факультете до 1870 года. После выхода в отставку переехал в Лозанну, где и скончался 23 октября 1871 года.

## Сочинения
Автор следующих сочинений:
- Réflexions sur les rapports de la religion chrétienne avec notre situation présente (1831)
- Du ministère évangélique dans son rapport avec l'état actuel des églises réformées (1832)
- Discours prononcé à l’ouverture de la chapelle évangélique du Havre (1834)
- Le comte Jean-Fréd. Struensée, biographie religieuse, avec portrait (1838)
- Aux pères et aux mères sur l'éducation de leurs enfants (1840)
- Appel d’un chrétien aux gens de lettres (1841)
- La voix du colporteur biblique (1844)
- Émancipation immédiate et complète des esclaves. Appel aux abolitionnistes (1846)
- Histoire des protestants de France depuis l’origine de la Réformation jusqu’au tempx présent (1850 и множество переизданий на нескольких языках)
- Les vieillards. Deux sermons précédés d’une notice sur l’Asile des vieillards de Toulouse (1863)
- Histoire des synodes nationaux des églises réf. de France (1864)
- Droits et devoirs des laïques (1864)
- Appel en faveur des noirs émancipés dans les États-Unis (1865)
- M. Guizot, sa candidature au Conseil presbytéral de Paris (1865)
- Etienne Grellet, évangéliste français au XIX siècle; traduction libre de l’anglais (1867)

## Награды
С 13 августа 1866 года — кавалер ордена Почётного легиона.